# Primavera silenciosa
Silent Spring (títol original en anglès que es podria traduir com a Primavera silenciosa) és un llibre de Rachel Carson publicat el 27 de setembre de 1962, que advertia dels efectes perjudicials dels pesticides en el medi ambient, especialment en els ocells, per això el títol, i en culpava la indústria química. Molts científics el van qualificar de fantasiós.
Quan el llibre es va publicar, Rachel Carson ja era una coneguda autora de llibres d'història natural però no s'havia mostrat com a crítica social. El New York Times va escollir aquesta obra com Llibre del mes. L'autora també va acusar la indústria química de desinformar. El llibre argumenta que l'aplicació incontrolada de plaguicides és perillosa i pot matar no només els ocells sinó també els humans. El títol del llibre fa referència a la mort d'ocells cantaires i està inspirat en un poema de John Keats, "La Belle Dame sans Merci". Els antecedents del llibre es troben en una carta que una amiga de Carson, Olga Owens, el gener de 1958 va escriure al diari The Boston Herald, descrivint la mort de nombrosos ocells al voltant de la seva finca per efecte del DDT amb què es van ruixar els mosquits, Carson en va rebre una còpia.
Una continuació del llibre, Beyond Silent Spring, va aparèixer el 1996 a càrrec de H.F. van Emden i David Peakall.

## Rebuda
Carson va deixar clar que no propugnava la prohibició total dels plaguicides sinó que se'n fes un ús curós i responsable. En resposta a la publicació del llibre Primavera silenciosa el president dels Estats Units John F. Kennedy va fer que el seu comitè científic investigués les queixes de Carson. Aquests investigadors van donar suport a les tesis de Rachel Carson, cosa que va portar a l'immediat enduriment de la regulació dels plaguicides químics.
Carson va ser acusada de "dona histèrica", no qualificada per escriure un llibre com aquest. Les empreses fabricants de plaguicides com Monsanto Company, Velsicol, American Cyanamid van organitzar un contraatac. Es va criticar que l'oposició de Carson al DDT contra els mosquits havia provocat moltes morts per la malària. Tanmateix, el DDT mai va estar prohibit en usos contra la malària, i ella ja ho té en compte al seu llibre. També pronosticà que els mosquits acabarien desenvolupat resistència al DDT.